# Gondesende
Gondesende es una freguesia portuguesa del municipio de Braganza, con 12,77 km² de superficie y 226 habitantes (2001). Su densidad de población es de 17,7 hab/km².